# Paolo Francesco Antamori
Paolo Francesco kardinal Antamori, italijanski rimskokatoliški duhovnik, škof in kardinal, * 14. november 1712, Rim, † 4. december 1795.

## Življenjepis
1. junija 1776 je prejel diakonsko posvečenje.
11. decembra 1780 je bil povzdignjen v kardinala in imenovan za škofa Orvieta; 11. februarja 1781 je prejel škofovsko posvečenje.
2. aprila 1781 je bil imenovan za kardinal-duhovnika Ss. Bonifacio ed Alessio.